# Vuzenica
Vuzenica (Duits: Saldenhofen) is een gemeente in de Sloveense regio Koroška en telt 2786 inwoners (2002).
In de Oostenrijkse tijd werd Vuzenica lange tijd Saldenhofen an der Drau genoemd.

## Plaatsen in de gemeente
Dravče, Sv. Primož na Pohorju, Sv. Vid, Šentjanž nad Dravčami, Vuzenica
Črna na Koroškem · Dravograd · Mežica · Mislinja · Muta · Podvelka · Prevalje · Radlje ob Dravi · Ravne na Koroškem · Ribnica na Pohorju · Slovenj Gradec · Vuzenica